# نیکلاس رودستروم
نیکلاس رودستروم (سوئدی: Niklas Rådström؛ زادهٔ ۱۲ آوریل ۱۹۵۳) نویسنده، شاعر، رمان‌نویس، نمایشنامه‌نویس مشهور و پُرکار اهل سوئد است.
از فیلم‌هایی که وی در آن‌ها نقش داشته است، می‌توان به برج ایفل، برادران موتزارت و لحظه‌های به یادماندنی اشاره نمود.